# Sylvain Dubreuil
Sylvain Dubreuil, né le 23 avril 1979, est un joueur de pétanque français. 

## Biographie
Il se positionne en milieu.

## Clubs
- 1990-? : Bagneux (Hauts-de-Seine)
- ?-2004 : Fresnes (Val-de-Marne)
- 2005-2016 :  Union Bouliste du 15e (Paris)
- 2017-2018 :  PCIM Issy-les-Moulineaux (Hauts-de-Seine)
- 2019- :  AS Pétanque Sceaux (Hauts-de-Seine)

## Palmarès[1],[2]

### Séniors

#### Championnats du Monde
Champion du Monde
- Triplette 2006 (avec Didier Chagneau, Michel Loy et Pascal Milei) :  Équipe de France

#### Jeux mondiaux
Vainqueur
- Triplette 2005 (avec Simon Cortes et Sylvain Pilewski) :  Équipe de France

#### Championnats de France
Champion de France
- Doublette 2001 (avec Sébastien Rousseau) : Fresnes

Finaliste
- Triplette 2003 (avec David Le Dantec et Sébastien Rousseau) : Fresnes

#### Coupe de France des clubs
Finaliste
- 2010 : Union Bouliste du 15e

#### Masters de pétanque
Finaliste
- 2006 (avec Didier Chaugnaud, Thierry Grandet, Karl Saulnier) :  Équipe de France A'
- 2007 (avec Simon Cortes, Damien Hureau et Julien Lamour) :  Équipe de France A

Troisième
- 2003 (avec Farid Bekrar, Stéphane Dath, Bruno Le Boursicaud, Julien Lamour et Jérôme Pizzolato) :  Équipe de France Espoirs

#### EuroPétanque de Nice
Vainqueur
- Triplette 2007 (avec Thierry Grandet et Kévin Malbec)